# رستجه
رستجه (به ترکی آذربایجانی: Rəstəcə) یک منطقهٔ مسکونی در جمهوری آذربایجان است که در شهرستان اوجار واقع شده‌است. رستجه ۱٬۰۶۹ نفر جمعیت دارد.